# تيموثي ليندر كينغ
تيموثي ليندركينغ هو دبلوماسي أمريكي تم تعيينه مبعوثًا خاصًا للولايات المتحدة إلى اليمن في 4 فبراير 2021. وهو نائب مساعد وزير الخارجية لشؤون إيران والعراق والشؤون الإقليمية متعددة الأطراف في مكتب الشرق الأدنى في وزارة الخارجية الأمريكية.